# Халимонівська загальноосвітня школа
Халимонівська загальноосвітня школа І-ІІІ ступенів — україномовний навчальний заклад І-III ступенів акредитації у селі Халимонове, Бахмацького району Чернігівської області.

## Історія
У грудні 1917 будинок поміщика Лихошерстова перетворений в сільську школу.
1924 хутір Лихошерстове перейменовано у хутір Халимонове за більшістю прізвищ селян. Школа стала називатись Халимонівською семирічною школою. Під час Другої світової війни приміщення школи було зруйноване. 1944 школа відновила роботу - для навчання у місцевих жителів відібрали кілька хат. 

## Сучасний стан
1990 новостворене підприємство імені Ватутіна (голова В.М.Сіденко) збудувало нове приміщення школи. Після відновлення державної незалежності України школі був наданий статус середньої.
1996 у школі навчалося 214 учнів, 2010 - 98 учнів. Зберігається тенденція до зменшення кількості дітей. Середня кількість учнів у класах  - 4-11 осіб.